# The Being
The Being è un film del 1983 diretto da Jackie Kong al suo debutto, ed interpretato da Martin Landau, José Ferrer, Dorothy Malone, Ruth Buzzi, Marianne Gordon e Bill Osco, che è stato accreditato come "Rexx Coltrane" nei titoli di testa e come "Johnny Commander" in quelli di coda.

## Trama
Nella città di Pottsville, Idaho, i cittadini iniziano a sparire. Il giovane Michael Smith, figlio di Marge Smith, è il primo a scomparire. Un giovane viene decapitato mentre sta fuggenda da un aggressore non identificato e tre spettatori di un drive-in vengono brutalmente assassinati. Su ogni scena del crimine viene trovata una melma verde. Per scoprire cosa sta accadendo ed evitare che la pubblicità possa danneggiare il commercio di patate della città, il sindaco Gordon Lane incarica l'ingegnere della sicurezza chimica Garcon Jones di indagare. A indagare sulle sparizioni c'è anche il detective Mortimer Lutz, che sospetta che qualcosa di terribile sia accaduto in città.
Nel frattempo, altre persone scompaiono e in ogni luogo viene sempre trovata una pozza di melma verde. Con questa nuova serie di sparizioni, Lutz sospetta che Jones sappia più cose di quante sia disposto ad ammettere. I suoi sospetti aumentano quando in casa viene attaccato da un essere mostruoso e riesce a malapena a fuggire. Lutz affronta Jones in merito all'incidente, ma l'uomo continua ad affermare che non c'è nulla di anomalo nella zona.
La notte seguente, mentre Lutz sta accompagnando a casa la sua fidanzata Laurie, i due vengono improvvisamente attaccati da una creatura orribile. Rifugiatisi in un ristorante, i due riescono ad intrappolare il mostro in una cella frigorifera, quindi contattano il sindaco Lane. Tuttavia, al suo arrivo, scoprono che la creatura è scomparsa, lasciando dietro di sé una pozza di melma verde. Alla luce di questo recente attacco, Lutz affronta nuovamente Jones, il quale ammette che responsabile delle sparizioni in città è una creatura altamente radioattiva. Viene infatti rivelato che la città ospita uno dei 2.000 centri di stoccaggio dei rifiuti radioattivi degli Stati Uniti e che la creatura (che si suppone essere Michael Smith) è il risultato di una mutazione dovuta alla ripetuta esposizione ai materiali radioattivi del sito. Il mutante, sebbene intelligente, è completamente psicotico ma è sensibile alla luce e per questo è inattivo durante il giorno.
Armati di fucili, Jones e Lutz affrontano la creatura in un magazzino abbandonato. Jones viene presto attaccato e sventrato dalla creatura. Dopo aver indossato una maschera antigas, Lutz tenta di uccidere la creatura con del gas velenoso, ma questa sembra indifferente ai fumi velenosi. Mentre la creatura avanza, Lutz riesce a lanciarle in faccia una provetta di acido, stordendola momentaneamente. Approfittando della distrazione della creatura, Lutz afferra un'ascia trovata lì vicino e la uccide colpendola ripetutamente.
Il regno di terrore della creatura sembra essere terminato però una nuova mutazione viene vista emergere dal terreno.

## Produzione
A Jackie Kong, neolaureata, fu offerto un budget di 4,5 milioni di dollari dall'allora marito Bill Osco per scrivere e dirigere un film, nonostante lei non avesse alcuna esperienza cinematografica professionale.
La Kong voleva Martin Landau come attore nel film e fingendosi un'attrice interessata al suo laboratorio teatrale colse l'occasione per consegnargli la sceneggiatura del film. Colpito dalla sua schiettezza, Landau accettò il ruolo.
Le riprese del film iniziarono nel 1980 con il titolo Easter Sunday.

## Distribuzione

### Nelle sale cinematografiche
Durante la produzione del film, si prevedeva che il film sarebbe uscito a Pasqua del 1981. Tuttavia, il film non riuscì a trovare un distributore per tre anni e venne distribuito nei cinema il 18 novembre 1983 con il suo nuovo titolo. The Being fu un fallimento commerciale ottenendo scarsi incassi al botteghino.
In Italia il film è tutt'ora inedito.

### Home media
The Being è stato distribuito in DVD il 13 settembre 2005 dallo Shriek Studio in formato widescreen senza contenuti speciali. Lo Shriek Studio lo ripubblicò nuovamente il 31 luglio 2007 come parte del suo cofanetto Mutant Monsters Triple Feature, che lo univa insieme a Il buio e Creature dagli abissi. Fu distribuito nuovamente dalla Code Red come doppio lungometraggio insieme a Cop Killers.

## Critica
La critica ha reagito in modo prevalentemente negativo a The Being, con molti che hanno criticato la recitazione, la sceneggiatura, il montaggio e la scarsa illuminazione del film. Scott Weinberg di DVD Talk è stato tra i detrattori, definendolo "Sgangherato e dall'aspetto fangoso" e definendolo anche una "palese imitazione di Alien".
J. Read di Monstersatplay.com lo ha definito "economico, frettoloso ed un pasticcio incongruo" definendolo un perfetto esempio di tutti i brutti film usciti negli anni '80.